# Age of the Hobbits
Age of the Hobbits is een Amerikaanse film uit 2012 van David Michael Latt met Christopher Judge in de hoofdrol.

## Verhaal
Een door Hobbits bewoond dorp wordt aangevallen door op draken rondvliegende kannibalen, de 'Javamannen'. De Javamannen nemen de Hobbits gevangen en gebruiken ze als slaven. De jonge Hobbit Goben gaat samen met zijn vader en zus op zoek naar de schuilplaats van de Javamannen om de Hobbits, waaronder zijn moeder, te bevrijden.

## Rolverdeling
| Acteur            | Personage |
| ----------------- | --------- |
| Christopher Judge |           |
| Bai Ling          |           |
| Sun Korng         | Goben     |

## Rechtszaak
In november 2012 raakte bekend dat Saul Zaentz, Warner Bros, New Line Cinema en MGM (gezamenlijk auteursrechtenhouders van de werken van Tolkien) een rechtszaak aan hadden gespannen tegen het gebruik van de term 'Hobbit' door The Asylum. The Asylum verweerde zich door te stellen dat 'Hobbit' in het geval van de film op de in 2003 ontdekte Floresmens slaat. In archeologische kringen wordt naar dit ras gerefereerd als Hobbits. Daardoor zou, volgens The Asylum, het recht op fair use gelden.